# Home Nations Championship 1886
Home Nations Championship 1886 var det fjerde Home Nations Championship i rugby union. Mesterskabet havde deltagelse af England, Irland, Skotland og Wales, og der blev spillet fem kampe i perioden 2. januar – 13. marts 1886.
Turneringssejren blev delt mellem England og Skotland, der begge vandt over Irland og Wales, og som spillede uafgjort indbyrdes.

## Resultater
Kampene blev afgjort efter flest scorede mål. Hvis holdene stod lige, blev flest scorede forsøg afgørende.
| Dato        | Kamp               | Res.         | Spillested   |
| ----------- | ------------------ | ------------ | ------------ |
| 2. januar   | England – Wales    | (2) 1–1 (0)  | London       |
| 9. januar   | Wales – Skotland   | 0–2          | Cardiff      |
| 6. februar  | Irland – England   | (0) 0–0 (1)  | Dublin       |
| 20. februar | Skotland – Irland  | 4–0          | Edinburgh    |
| 13. marts   | Skotland – England | 0–0          | Edinburgh    |
| –           | Wales – Irland     | Ikke spillet | Ikke spillet |

| Plac. | Hold     | Kampe | Kampe | Kampe | Kampe | Mål   | Mål | Point |
| Plac. | Hold     | K     | V     | U     | T     | Score | ±   | Point |
| ----- | -------- | ----- | ----- | ----- | ----- | ----- | --- | ----- |
| 1.    | Skotland | 3     | 2     | 1     | 0     | 6-0   | +6  | 5     |
| 1.    | England  | 3     | 2     | 1     | 0     | 1-1   | 0   | 5     |
| 3.    | Wales    | 2     | 0     | 0     | 2     | 1-3   | −2  | 0     |
| 3.    | Irland   | 2     | 0     | 0     | 2     | 0-4   | −4  | 0     |